# 劉翼飛
劉 翼飛（りゅう よくひ）は、中華民国の軍人。安徽派、奉天派に属した。旧名は輔庭。字は鑄宇。別号は覚僧、痩侠。後に翼飛と改名した。

## 事跡
鉄嶺県柴河沿村出身。1901年（光緒27年）より私塾で学び、鉄嶺県城第二小学を1905年（光緒31年）に卒業。1908年（光緒34年）、奉天陸軍小学英文班に入学する。在学中の1910年（宣統2年）に中国同盟会に加入した。同盟会員の宋少侠、高子信、王静山らと連絡を取り合い、鉄嶺、開原、法庫、康平等にそれぞれ赴き革命に参加。鉄嶺、開原は一度革命党の手中に収まったが、清軍に奪還され捕らえられる。脱走し山東省煙台に向かう。1914年、奉天陸軍補習所学堂監督の于珍の推薦で北京清河陸軍中学に進学。
袁世凱が皇帝を称すると、陸軍中学内でも生徒がデモを起こし、授業が停止となった。馬海竜、王静山らとともに山東省に赴き、民軍「岱東第二梯隊」司令部代理参謀長。しかし、諸城護国軍副司令劉玉亭の裏切りで司令の宋滌塵とともに逮捕される。ほどなくして釈放されるが、劉玉亭は更に山東将軍張懐芝に誣告、陸軍省は劉玉亭の逮捕命令を出したが、徐樹錚の秘書長で同学であった梁次眉が握りつぶしたため事なきを得、陸軍中学を卒業して保定陸軍軍官学校候補生隊に転ずる。1916年（民国5年）8月、保定陸軍軍官学校第5期歩兵科に入学した。1918年（民国7年）9月の卒業後、北京・黄寺の参戦軍軍官教導団（長：陳文運）で訓練を受け、翌1919年（民国8年）1月に参戦軍第3師第59団第3営第11連排長、中尉。間もなく団の銃剣術主任教官となる。1920年（民国9年）7月の安直戦争勃発後、固城の戦闘で負傷し後送される。しかし、そこの病院では戦闘の影響で治療が滞っていたため、暴動を引き起こして脱走する。

### 奉天派への参加
以後は、張作霖率いる奉天派で軍歴を重ね、第7混成旅で軍士軍官教育班戦術教官、のち中東路路警処の第二分隊長。1922年、中校に昇進し奉天鎮威軍司令部参謀処の参謀要員。間もなく勃発した第一次奉直戦争で奉天軍は大敗を喫した。この時、傷心の張作霖に寄り添ったため彼の信任を受け、衛隊団団長。のち総参謀部員。さらに張学良に引き抜かれ、第2混成旅参謀長代理を歴任。
1924年9月の第二次奉直戦争では第1、3聯軍第6混成旅（長：宋九齢）第18団団長。10月27日、宋旅長とともに撫寧九門口に進軍し、10月29日午前4時、突撃を開始、沙河寨の陝西陸軍第2師（長：張治公）陣地を攻撃し、更に九門口から東50里の猪熊峪にて撃破した。劉はこれに乗じて更に石門寨まで追撃し、北戴河を占領。1925年10月、奉軍第44旅旅長となり、楊宇霆に従い江蘇省鎮江、丹陽に展開するが、東北に撤退。 1925年11月22日、郭松齢が反乱を起こすと、新編第4補充旅を率いて新民県巨流河駅付近で交戦。1926年（民国15年）4月、馮玉祥の国民軍を迎え撃つべく、北京城内および郊区に展開、昌平県南口鎮に展開する国民軍とにらみ合いを続けた。8月、南口戦役が勃発、劉率いる第4旅は京綏鉄路右側の徳勝口で陣地を確保し、国民軍を迎え撃った。戦役終結後、第4旅は張作霖の激賞を受けた。1927年6月18日、北京で張作霖が安国軍政府を樹立すると、奉軍各旅は師制に改編され、第4旅は第10師となったため、中将、師長。

### 国民革命軍への参加と下野
1928年（民国17年）、張作霖死後の張学良による軍の再編において、東北陸軍歩兵第4旅旅長に任じられた。1930年（民国19年）には東三省兵工廠廠長に任じられ、翌年1月、察哈爾省政府主席となり、1932年（民国21年）8月までその地位にあった。1933年（民国22年）2月、長城戦役が勃発すると北平軍分会より華北第二集団軍抗日挺進軍総指揮に任命され、察哈爾省の馮占海、鄧文、李忠義ら東北抗日義勇軍を支援。3月の熱河失陥後、国民政府軍事委員会北平分会委員に任じられ、張学良の下で対日防衛にあたっている。しかし、1936年（民国25年）12月の西安事件により張学良が失脚すると、劉翼飛もまた下野を余儀なくされた。
日中戦争（抗日戦争）勝利後に、劉翼飛は華北先遣軍第1軍軍長として復帰し、後に三民主義促進会に加入した。中華人民共和国成立後は大陸に留まり、天津市政治協商会議委員などをつとめた。
1968年7月28日、病没。享年76（満74歳）。